# Lepidochrysops swartbergensis
The Swartberg Blue (Lepidochrysops swartbergensis) là một loài bướm ngày thuộc họ Bướm xanh. Nó được tìm thấy ở Nam Phi, nơi nó được tìm thấy ở fynbos on the Swartberg range from the East Cape to Seweweekspoort và Klein Swartberg in the West Cape. Nó cũng found on the Rooiberg.
Sải cánh dài 32–36 mm đối với con đực và 34–38 mm đối với con cái. Con trưởng thành bay từ tháng 11 đến tháng 2. There is one extended generation per year.